# Chanásir
Chanásir (arabsky خناصر‎, latinkou Khanāṣir) je město ležící v severní části Sýrie. Je to jedno z dvaceti čtyř měst a vesnic v údolí Chanásir, ve kterém celkově žije zhruba 11 000 lidí. V samotném městě Chanásir žije přibližně 2 400 obyvatel.

## Historie
Římský filozof Plinius starší město zmínil pod jménem „Chenneseri“. V aramejštině etymologie názvu Chanásir neexistuje a arabská etymologie je nepravděpodobná, protože arabské slovo „chinsar“ česky znamená malíček. Dle akkadské etymologie je název města odvozen od slova „hunsiru“, což je varianta výrazu „humsiru“ označujícího krysu či myš.
Během byzantské éry bylo město známé pod názvem Anasartha a obklopovaly ho hradby. Syrský kronikář Jan Malalas zaznamenal, že se jednalo o tzv. kastron (což je opevněná osada na kopci), který byzantský císař Justinián I. označil za polis. Jako zdroj vody zde sloužil kanát, jenž byl funkční až do 20. století. Podle Roberta L. France jsou architektonické pozůstatky byzantské éry ve městě „viditelné na ulici, v nově postavených zdech a uvnitř obytných domů“.
Největší rozkvět Anasartha a okolní vesnice zažívaly koncem 4. století a počátkem 6. století. Většina domů a kostelů objevených v tomto regionu pochází právě z tohoto období. Samotný kostel v původní Anasarthe pochází z roku 426. Anasarthský biskup Maras se v roce 451 zúčastnil Chalkedonského koncilu a jeho nástupce Cyrus byl signatářem dopisu, který syrští biskupové roku 458 zaslali byzantskému císaři Leonu I. na protest proti zavraždění alexandrijského patriarchy Proteria. Mezi lety 506 a 507 byla v blízkém Buz al-Khanziru vybudována pevnost. Dnes Chanásir již neslouží jako faktická biskupská rezidence, ale pouze jako centrum titulární diecéze římskokatolické církve.
V 7. století Anasartha stejně jako celá Sýrie padla do rukou Arabů, kteří ji označovali jako „Khunasira“. Město se na počátku 8. století stalo častým sídlem umajjovského chalífy Umara II., který zde zemřel a byl zde také pohřben.

### Moderní historie
Na přelomu 19. a 20. století se v Chanásiru usadili Čerkesové pocházející z Manbidže, města severovýchodně od Aleppa. Jelikož tehdy přestal fungovat místní kanan, Čerkesové roku 1975 vybudovali studny v oblasti západně od údolí Chanásir.
Dne 23. února 2016 Syrská observatoř pro lidská práva uvedla, že hlavní chanásirskou silnici, zásobovací trasy do Aleppa a 12 vesnic v okolí dobyla teroristická organizace Islámský stát. O dva dny později se syrské armádě město podařilo dobýt zpět.

## Klima
Období dešťů v Chanásiru probíhá obvykle mezi říjnem a květnem s průměrnými ročními srážkami 210 mm. Variabilita mezi jednotlivými roky je vysoká, přičemž v 50 % let v období 1929–2004 napršelo přes 200 mm a ve 25 % napršelo přes 250 mm.
Červenec a srpen jsou nejteplejší měsíce s průměrnou denní nejvyšší teplotou 37 °C. Nejnižší průměrná denní teplota je v lednu a v hodnotě 2,3 °C. I přes to, že v listopadu a prosinci může teplota v noci klesnout pod 0 °C, přes den není obvykle takto nízká.

## Ekonomika
Podobně jako ostatní obyvatelé údolí Chanásir získávají obyvatelé města Chanásir svůj příjem z různých zdrojů. Většina místních obyvatel pracuje jako zemědělci, pastevci nebo dělníci vlastnící malé pozemky. Přibližně 40 % obyvatel údolí Chanásir jsou zemědělci, průměrný zemědělec si vydělá 1,3 až 2 amerických dolarů denně. Tato část populace zahrnuje hlavní skupinu vlastnící půdu v této oblasti. Pastevci a pasáci často migrují a vydělávají průměrně 1 až 1,5 amerických dolarů denně a věnují se také výkrmu, který navyšuje jejich příjmy. Dělníci s malými pozemky vlastní obvykle půdu o rozloze 0,035 km² až 0,07 km², vydělávají si obvykle prací na cizí půdě s průměrnými příjmy menšími než 1 americký dolar denně.